# Azmannsdorf
Azmannsdorf, Erfurt-Azmannsdorf – dzielnica miasta Erfurt w Niemczech, w kraju związkowym Turyngia. 